# Огородников, Сергей Сергеевич
Сергей Сергеевич Огородников (21 января 1986, Иркутск — 24 июня 2018) — российский хоккеист, нападающий.

## Биография
Воспитанник иркутской хоккейной школы «Олимпия». В 15 лет в сезоне 2001/02 дебютировал в первой лиге чемпионат России за «Динамо-2» Москва. По ходу сезона 2003/04 перешёл команду высшей лиги ТХК Тверь, где играл в одной тройке с Александром Радуловым.
Чемпион мира среди юниорских команд 2004 года.
На драфте НХЛ 2004 годы был выбран в 3 раунде под общим № 82 клубом «Нью-Йорк Айлендерс».
Сезон 2004/05 начал в ЦСКА. Техничному и умному нападающему зачастую не хватало скорости, мощи, выносливости и физических кондиций. Был больше полезен в созидании, чем в силовой борьбе и разрушении.
Стал серебряным призёром чемпиона мира среди молодёжных команд 2006 года. По ходу сезона 2005/06 перешёл в «Салават Юлаев».
Сезон 2006/07 провёл в фарм-клубах «Нью-ЙоркАйлендерс» «Бриджпорт Саунд Тайгерс» (AHL) и «Пенсакола Айс Пайлотс» (ECHL). В начале сезона 2007/08 перешёл из ЦСКА в «Металлург» Новокузнецк, в составе которого дебютировал в КХЛ. Сезоны 2009/10 — 2010/11 провёл в клубе чемпионата Белоруссии «Гомель». В сезоне 2011/12 играл в КХЛ за «Автомобилист» Екатеринбург.
Выступал за клубы ВХЛ ТХК (2012/13), «Лада» Тольятти (2012?13 — 2013/14), «Дизель» Пенза, «Сарыарка» Караганда (2014/15), «Рязань» (2015/16), «Ермак» Ангарск (2016/17). В сезоне 2016/17 также играл за «Гомель», в сезоне 2017/18 — за польский клуб «Подхале» Новы-Тарг.
Погиб 24 июня 2018 года, катаясь на водном мотоцикле. Похоронен на Перепечинском кладбище городского Округа Солнечногорск Московской области.